# E-mailový marketing

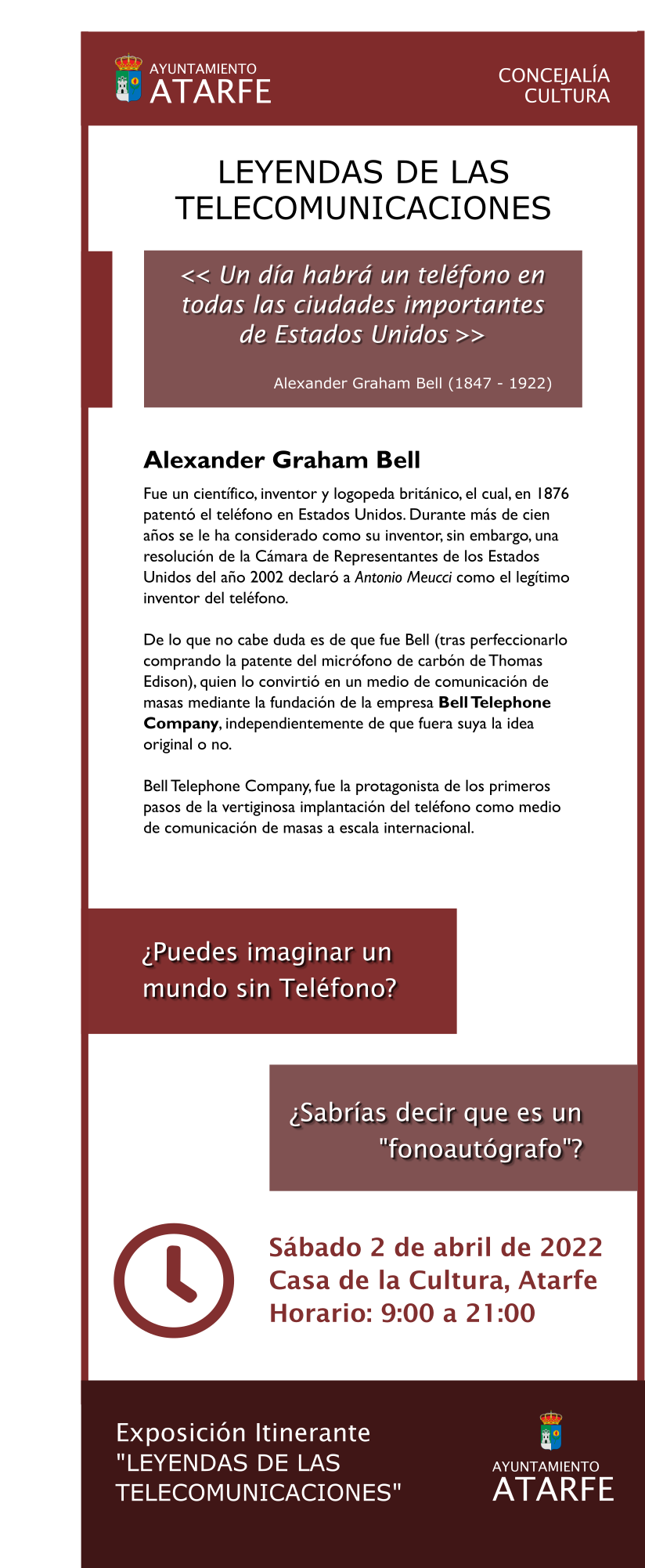
Příklad e-mailového marketingu

E-mailový marketing,  e-mailing nebo emailing  patří mezi nástroje přímého marketingu, je to cílené rozesílání komerčních i nekomerčních zpráv na přesně stanovený seznam e-mailových adres. K tomu, aby společnosti mohly e-maily na dané e-mailové adresy oprávněně rozesílat, musí mít od příjemců jejich souhlas. Z tohoto důvodu je e-mail marketing jedním z efektivních nástrojů pro budování one-to-one komunikace. Pravidelným posíláním e-mailů se firma udržuje v povědomí jejich příjemců a buduje tak svou značku. E-mailing patří k nejrychleji rostoucí formě elektronické přímé komunikace.
Výhody e-mailového marketingu spočívají především v nízkých nákladech, flexibilitě a snadném testování, měřitelnosti a vyhodnocování kampaně. Není však jasně dáno, zda všechny e-maily zaslané potenciálnímu či již stávajícímu zákazníkovi jsou považovány za e-mailing. Nicméně, tento výraz se nejčastěji spojuje se zasíláním e-mailu za účelem zlepšení vztahu zákazníka se společností či firmou, případně získání nového zákazníka nebo nabídky produktů stávajícímu. Někdy také jde o zasílání reklam (spamu) zákazníkům jiných firem.

## Právní rámec e-mailového marketingu
V České republice je posílání e-mailů s reklamním sdělením regulované právním rámcem. V platnosti je zákon č. 101/2000 Sb.(Zrušeno k 24.04.2019 (110/2019 Sb.)), o ochraně osobních údajů a zákon č. 480/2004 Sb. o některých službách informační společnosti, který upravuje mimo jiné posílání obchodních sdělení prostřednictvím e-mailu.
- Podrobnosti elektronického kontaktu lze za účelem šíření obchodních sdělení elektronickými prostředky využít pouze ve vztahu k uživatelům, kteří k tomu dali předchozí souhlas.
- Pokud fyzická nebo právnická osoba získá od svého zákazníka podrobnosti jeho elektronického kontaktu pro elektronickou poštu v souvislosti s prodejem výrobku nebo služby podle požadavků ochrany osobních údajů upravených zvláštním právním předpisem, může tato fyzická či právnická osoba využít tyto podrobnosti elektronického kontaktu pro potřeby šíření obchodních sdělení týkajících se jejich vlastních obdobných výrobků nebo služeb za předpokladu, že zákazník má jasnou a zřetelnou možnost jednoduchým způsobem, zdarma nebo na účet této fyzické nebo právnické osoby odmítnout souhlas s takovýmto využitím svého elektronického kontaktu i při zasílání každé jednotlivé zprávy, pokud původně toto využití neodmítl.[3]

V případě porušení zákona hrozí dle § 11 zákona č. 480/2004 Sb., o některých službách informační společnosti, pokuta v maximální výši 10 mil. Kč.

## Cíle e-mailového marketingu
Hlavním cílem posílání e-mailů je konverze. Především jde o to, aby adresát udělal akci (nakoupil, vyplnil formulář, přečetl článek atd.). E-mail však také umožňuje získat podněty, náměty, připomínky nebo zákaznické reakce. V takovém případě většinou nejde spoléhat na jednorázový e-mail, ale jde o delší výměnu informací ve více e-mailech. Tato komunikace je více osobní než jiné marketingové aktivity, avšak méně osobní než telefonický rozhovor, který patří mezi další techniky přímého marketingu. 
Pokud jsou cílem podněty a další informace, pak je třeba splnit tyto podmínky:
- stanovit konkrétní cíl – program musí být jasně definovaný ve smyslu, koho chcete oslovit a jaké informace potřebujete získat,
- zajistit, abyste jednoznačně určili chování příjemců a přinutili je obsah číst,
- diferencovat – posílat e-mail pouze vybraným adresátům, měnit text podle cílových skupin,
- připravit formuláře a mikrostránky, kde se budou generovat podněty,
- posílat e-mail na „čerstvé“ adresy – pokud si někdo vyžádal posílání nabídek před půl rokem, a žádný e-mail mu od té doby nebyl zaslán, nebude si již pamatovat, že souhlas vyplnil a bude si myslet, že dostal nevyžádanou poštu,
- zvážit zkušenosti uživatelů a podle toho koncipovat celý e-mail,
- pro všechny akce mít připravené vyhodnocovací nástroje (značkování odkazů, programy pro správu e-mailových kampaní).[1]

## Typy e-mailů používané pro e-mailový marketing

### Uvítací email
E-mail sloužící k uvítání odběratele v komunitě. Odchází okamžitě po stažení Lead Magnetu, přihlášení k odběru Newsletteru, příp. nákupu elektronického produktu, či služby. Uvítací e-mail, příp sada uvítacích e-mailů často předchází prodejní sérii / emailům s nabídkou.[zdroj?]

### Newsletter
Newsletter je typický pro různé zájmové a oborové portály, pro firmy a e-shopy. Jedná se o pravidelně zasílaný e-mail s informacemi, které nemají prodejní a reklamní charakter. Grafické zpracování a design na zákazníka nijak netlačí a nenutí ho k žádnému rozhodnutí.
Newsletter musí zaujmout na první pohled obsahem, tzn. že musí uživateli přinést nějaké zlepšení, kterého lze dosáhnout výběrem vhodného tématu. Mezi vhodná témata patří například návody a tipy, případové studie, žebříčky a průzkumy, rozhovory s profesionály či zpětná vazba od zákazníků.

### Prodejní e-mail
Tato forma je typická pro e-shopy. E-maily s nabídkou se nazývají promo e-maily.
Pro posílání e-mailů je třeba dodržovat několik zásad. Jednou z hlavních je personalizace, která nezahrnuje jenom oslovení, ale i zacílení dle předchozích zkušeností s nákupem a preferencí, případně dle dalších požadavků. Největší přínos této formy je v propojení e-shopu s informačním systémem, konkrétně s CRM modulem, kdy lze sledovat komunikaci se zákazníky včetně údajů o provedených nákupech.
Doporučuje se, aby v nabídkovém e-mailu byl nabízen jediný produkt. Pokud nabídka obsahuje více než 3 produkty, ztrácí uživatel svoji pozornost a většinou si nic neobjedná. Většinou promo e-maily chodí osobám, které si v daném e-shopu již nějaký produkt objednaly či jejichž stránky navštívily.

### Opuštěný košík
Kampaň na opuštěný košík se zasílá zákazníkům, kteří přidali produkty do košíku, ale nedokončili objednávku.
Je to velice efektivní způsob, jak přilákat zpět zákazníky. Podle průzkumu skoro polovina všech zaslaných emailů je otevřena a čtvrtina zákazníků klikne zpět na web e-shopu. Zákazníci často opustí košík bez konkrétního úmyslu. Opustili ho například proto, že e-shop najednou nešel načíst, nebo protože proces k dokončení byl moc složitý atp.

## Autoresponder
Autoresponder je jeden z důležitých marketingových kanálů, který spadá do oblasti e-mail marketingu. Jedná se o e-maily, které jsou automaticky rozesílány registrovaným uživatelům z databáze. Rozesílání probíhá na základě provedení určité akce. Ta může být uskutečněna na webových stránkách. Jako příklad lze uvést objednávku produktu z internetového obchodu. Na základě provedené objednávky se odešle automatický e-mail s potvrzením.
Výhoda autoresponderu spočívá v tom, že text pro daný e-mail je vytvořen pouze jednou. Tento e-mail je zasílán na každý kontakt, který byl zaregistrován v databázi konkrétní firmy nebo podnikatele.
Automatické e-maily lze dále členit na časové autorespondery a autorespondery odesílané na základě provedené akce. Časové autorespondery představují sérii e-mailů, které za sebou následují v předem stanoveném období. Tento typ lze využít u uvítacích e-mailů. Autorespondery odesílané na základě provedené akce jsou rozesílány až po provedení konkrétního jednání ze strany uživatele. Například změny přihlašovacích údajů, kliknutí na odkaz v jiném e-mailu, dosažení určité konverze na webových stránkách, atd. 

## Permission e-mail marketing
Jedná se o privilegium poslat očekávané, osobní a relevantní sdělení (reklamu) lidem, kteří souhlasí s jeho zasláním a chtějí ho obdržet. V angličtině se někdy využívá místo pojmu permission e-mail také pojem „opt-in e-mail“.
Oproti ostatním marketingovým aktivitám je rozdílné to, že příjemce e-mailu (zákazník) o tomto sdělení nejen ví, ale přímo jej i očekává. Základem je, že počáteční aktivita musí vycházet od samotného zákazníka, proto obvykle musí vyplnit dotazník a sám o zasílání informací požádat. Dále vyplní, o jaké informace má zájem a jaké mu mají být zasílány.
Přestože zákazník musí vynaložit větší úsilí proto, aby definoval, o jakou nabídku má zájem (například časově náročnějším dotazníkem), výsledkem je oboustranně výhodná situace. Zákazník dostává přesně specifikované informace, které si v dotazníku vyžádal, firma se zase seznámí s požadavky zákazníka a může s nimi dále pracovat. Zákazník proto nemusí probírat velké množství nabídek, které jsou pro něj v konečném důsledku nepotřebné, a firma zase nemusí vynakládat zbytečné úsilí při propagaci produktu či služby, který daného zákazníka nezaujme.
Firmy mají také tu výhodu, že s daty od zákazníků dále pracují a mohou je analyzovat a dále využívat. Důležitá je také zpětná vazba od zákazníků, proto komunikace není jednosměrná, nýbrž obousměrná. Firma musí analyzovat, zda zaslané informace byly relevantní a zda nabídka zákazníka zaujala a využil ji, popřípadě co by chtěl změnit.

## Legislativa v EU
V roce 2002 zavedla Evropská unie (EU) směrnici o ochraně soukromí a elektronických komunikacích. Článek 13 této směrnice zakazuje používání osobních e-mailových adres pro marketingové účely. Směrnice zavádí režim opt-in, kdy nevyžádané e-maily mohou být zasílány pouze s předchozím souhlasem příjemce; to neplatí pro firemní e-mailové adresy. Spojené království poskytuje živnostníkům a členům společností bez právní subjektivity stejnou ochranu jako soukromým osobám.
Směrnice byla od té doby začleněna do právních předpisů členských států. Ve Spojeném království se na ni vztahuje nařízení o ochraně soukromí a elektronických komunikacích (směrnice ES) z roku 2003 a vztahuje se na všechny organizace, které rozesílají marketingové informace prostřednictvím nějaké formy elektronické komunikace.
Nařízení GDPR v roce 2018 uložilo "společnostem, které shromažďují, uchovávají a zpracovávají osobní údaje uživatelů z EU, řadu nových požadavků, které mají dopad na e-mailové marketéry" - zejména právo uživatelů na přístup k informacím, které o nich uchovávají; a právo na to, aby byly všechny tyto informace na jejich žádost vymazány.

## Základní pojmy
- HTML e-mail  – hypertext markup language.
- Undelivereds – nedoručené e-maily.
- Bounce rate – podíl nedoručených e-mailů (Hard bounce – e-mailový účet neexistuje, Soft bounce – e-mailový účet je plný)
- Open rate – podíl doručených a otevřených e-mailů.
- Click through rate – podíl e-mailů, na které bylo kliknuto.
- Double Opt-in – dvojité potvrzení. Po zadání e-mailu do formuláře na webu dostane uživatel potvrzující e-mail a až po jeho potvrzení je zařazen do seznamu (v současnosti nejpreferovanější možnost).
- Single Opt-in – jednoduché potvrzení. Po zadání e-mailu do formuláře na webu je uživatel okamžitě zařazen do seznamu. Větší riziko zařazení nesprávného e-mailu do seznamu.